# Florent Hasani
Florent Hasani (n. 30 martie 1997, Vučitrn, Republica Serbia, Kosovo) este un fotbalist kosovar, care joacă pe post de mijlocaș la Boluspor⁠(d) în TFF First League⁠(d). A început fotbalul la echipa din orașul său natal, KF Vushtrria, fiind promovat la echipa mare în 2014. Între anii 2015 și 2018 a jucat pentru echipa KF Trepça'89 din Mitrovica.

## Cariera pe echipe

### Diósgyőri
La 25 ianuarie 2018 Hasani a semnat cu echipa din Nemzeti Bajnokság I Diósgyőri, din postura de jucător liber de contract. Patru zile mai târziu, clubul a confirmat faptul că l-a adus pe Hasani. La 20 februarie 2018, el și-a făcut debutul în a patra rundă a Cupei Ungariei 2017-2018 cu Vác, jucând 90 de minute într-o victorie cu 2-0.

## Cariera la națională

### Sub-21
La 21 martie 2017 Hasani a primit o convocare din partea Kosovo U21 pentru un meci de calificare la Campionatul European de tineret sub 21 de ani al UEFA în 2019 împotriva Republicii Irlanda U21 meci în care a debutat la națională ca titular.

### Seniori
La 22 ianuarie 2018. Hasani a primit prima sa convocare de la echipa mare a lui Kosovo într-un meci amical împotriva Azerbaidjanului. Totuși, meciul a fost anulat două zile mai târziu, lucru care i-a amânat debutul.